# 穆瓦维莱尔 (瓦兹省)
穆瓦维莱尔（法語：Moyvillers）是法国瓦兹省的一个市镇，属于贡比涅区（Compiègne）埃斯特雷埃圣德尼县（Estrées-Saint-Denis）。该市镇总面积9.06平方公里，2009年时的人口为595人。

## 人口
穆瓦维莱尔人口变化图示